# دهاب کلان
دهاب کلان (به انگلیسی: Dhab Kalan) یک منطقهٔ مسکونی در پاکستان است که در پنجاب واقع شده‌است. دهاب کلان ۰٫۷ کیلومتر مربع مساحت دارد ۵۳۹ متر بالاتر از سطح دریا واقع شده‌است.